# Давидов Олександр Сергійович
Олекса́ндр Сергі́йович Дави́дов (26 грудня 1912, Євпаторія — 19 лютого 1993, Київ) — український радянський фізик-теоретик, академік АН УРСР (1964).

## Біографія
Народився 26 грудня 1912 року в Євпаторії. Закінчив Московський університет (1939).
- 1945–1953 — робота в Інституті фізики АН УРСР.
- 1953–1956 — завідувач відділу Фізико-енергетичного інституту в Обнінську.
- 1954–1964 — професор, завідувач кафедри Московського університету.
- 1964–1966 — завідувач відділу Інституту фізики АН УРСР.
- 1966–1973 — завідувач відділу Інституту теоретичної фізики АН УРСР.
- 1973–1988 — директор цього ж інституту.

Могила Олександра Давидова

Помер 19 лютого 1993 року. Похований у Києві на Байковому кладовищі (ділянка № 52).

## Наукова діяльність
Основні наукові праці — у галузі теорії твердого тіла, атомного ядра, теоретичної біофізики.
Першим поширив (1948) поняття екситону на молекулярні кристали складної структури та вказав їх вирішальну роль, яку вони відіграють у процесах поглинання світла, люмінесценції та фотопровідності. Довів, що навіть незначна молекулярна взаємодія здебільшого суттєво змінює енергетичний спектр реального кристалу, та приводить до розщеплення невироджених молекулярних термів у кристалах («Давидівське розщеплення»).
Першим увів в 1951 поняття деформуючих екситонів. Вивчав явище домішкового поглинання світла кристалами і розробив в 1952 теорію цього явища. У 1966 за теоретичні дослідження екситонів у кристалах нагороджений (спільно з іншими) Ленінською премією.
- 1958 — разом з Г. Ф. Філіповим сформулював та розвинув основні положення моделі жорсткого неаксіального ротатора, яка дозволила пояснити багато закономірностей у спектрах низьких збуджень великої групи несферичних ядер.

- 1960 — разом з О. О. Чабаном розробив модель колективних збуджень із врахуванням деформованості форми ядра при його обертанні. В результаті Давидовим була розвинута (1958–1960) теорія колективних збуджених станів несферичних ядер, яка враховувала порушення аксиальної симетрії ядер (Теорія неаксиальних ядер Давидова, Державна премія України в галузі науки і техніки, 1969).

- 1973–1976 — розробив теорію солітонів, на основі якої розвинув модель скорочення м'язів.

## Нагороди, почесні звання
- Лауреат Ленінської премії (1966).
- Лауреат Державної премії Української РСР в галузі науки і техніки (1969).
- Герой Соціалістичної Праці (1982).
- Орден Леніна (1971, 1982).
- Медаль «За трудову доблесть» (1961).
- Заслужений діяч науки УРСР.